# Chloraea chrysantha
Chloraea chrysantha är en orkidéart som beskrevs av Eduard Friedrich Poeppig. Chloraea chrysantha ingår i släktet Chloraea och familjen orkidéer. Inga underarter finns listade i Catalogue of Life.

## Bildgalleri

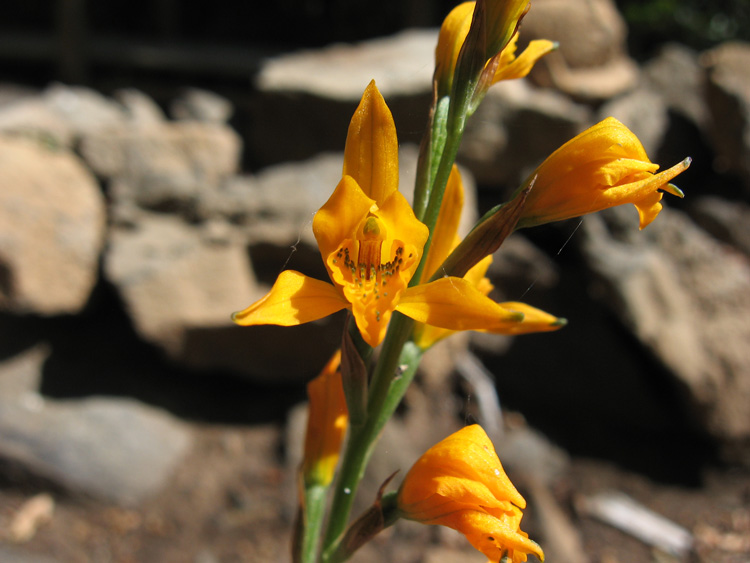